# قشلاق (آبیک)
قشلاق (آبیک)، شهری از توابع بخش مرکزی شهرستان آبیک در استان قزوین ایران است.

## جمعیت
براساس سرشماری مرکز آمار ایران در سال ۱۳۹۵، جمعیت آن ۴٬۷۹۸ نفر (۱۲۱۵خانوار) بوده است.مردم شهر قشلاق به زبان ترکی صحبت می‌کنند.

## تاریخ
شهر قشلاق یکی از کهن‌ترین شهر استان قزوین است، آثار و نشانه‌هایی که در این محل وجود داشته و دارد نمایانگر آنست که قشلاق تمدنی دیرینه دارد.
وجود دو کاروانسرای بزرگ در این شهر دال بر عبور کاروان‌ها و رواج داد و ستد در این محل بوده است. (در سال‌های گذشته هر دو تخریب شده‌اند)
تأسیس چهار برج بلند دیدبانی در چهار طرف این شهر که در قدیم وجود داشته به خاطر ارزش سیاسی و نظامی این محل بوده است. به خصوص که این شهر مسیر جاده ابریشم قرار داشته است و تا پیش از تأسیس بزرگراه تهران - قزوین مسیر اصلی عبور کاروان‌ها از قشلاق می‌گذشته است.
قدمت تپه باستانی قشلاق که در جوار قبرستان باستانی آن قرار دارد را ۷٬۵۰۰ سال تخمین زده‌اند، این تپه با محوطه باستانی ازبکی (تپه ازبکی) و تپه زاغه در یک راستا و مابین آن‌ها قرار دارد.
حاج سیاح در سفرنامه خود از اقامت در کاروانسرای قشلاق یاد کرده است.
مادام کارلا سرنا ی ایتالیایی که در دوره ناصر الدین شاه قاجار از ایران بازدید کرده، توصیف زیبایی از این شهر، کدخدای آن و سه همسر وی ارائه داده است.

## شهر شدن
در سال ۱۳۹۹ روستای قشلاق که بزرگ‌ترین روستای شهرستان آبیک بود به شهر تبدیل شد و هم‌اکنون به عنوان شهر قشلاق شناخته می‌شود.